# Bulgarische Fußballnationalmannschaft (U-19-Junioren)
Die bulgarische Fußballnationalmannschaft der U-19-Junioren ist die Auswahl bulgarischer Fußballspieler der Altersklasse U-19. Sie repräsentiert den bulgarischen Fußballverband auf internationaler Ebene, beispielsweise in Freundschaftsspielen gegen die Auswahlmannschaften anderer nationaler Verbände, aber auch bei der seit 2002 in dieser Altersklasse ausgetragenen Europameisterschaft. Die Bulgaren konnten bisher dreimal die Endrunde erreichen, dort aber noch kein Spiel gewinnen und erst ein Tor schießen.

## Teilnahme an U-19-Europameisterschaften
- 2002: nicht qualifiziert (in der 2. Runde gescheitert)
- 2003: nicht qualifiziert (in der 1. Runde gescheitert)
- 2004: nicht qualifiziert (in der 1. Runde gescheitert)
- 2005: nicht qualifiziert (in der 1. Runde gescheitert)
- 2006: nicht qualifiziert (in der Eliterunde gescheitert)
- 2007: nicht qualifiziert (in der Eliterunde gescheitert)
- 2008: Gruppenphase
- 2009: nicht qualifiziert (in der 1. Runde gescheitert)
- 2010: nicht qualifiziert (in der 1. Runde gescheitert)
- 2011: nicht qualifiziert (als drittschlechtester Dritter die Eliterunde verpasst)
- 2012: nicht qualifiziert (als sechstschlechtester Dritter die Eliterunde verpasst)
- 2013: nicht qualifiziert (in der Eliterunde gescheitert)
- 2014: Gruppenphase
- 2015: nicht qualifiziert (in der 1. Runde gescheitert)
- 2016: nicht qualifiziert (in der Eliterunde gescheitert)
- 2017: Gruppenphase
- 2018: nicht qualifiziert (in der Eliterunde gescheitert)
- 2019: nicht qualifiziert (in der 1. Runde gescheitert)
- 2020:  für die Eliterunde qualifiziert, diese und das Turnier dann abgesagt
- 2022: nicht qualifiziert(in der 1. Runde gescheitert)

| Bilanz     | Bilanz | Bilanz | Bilanz | Bilanz      | Bilanz | Bilanz    | Bilanz       |
| Runde      | Spiele | Siege  | Remis  | Niederlagen | Tore   | Gegentore | Tordifferenz |
| ---------- | ------ | ------ | ------ | ----------- | ------ | --------- | ------------ |
| 1. Runde   | 060    | 20     | 12     | 28          | 87     | 86        | 001          |
| Eliterunde | 026    | 08     | 05     | 13          | 21     | 44        | −23          |
| Endrunde   | 009    | 0      | 01     | 08          | 01     | 19        | −18          |
| Gesamt     | 095    | 28     | 18     | 49          | 109    | 149       | −40          |